# Megachile pugillatoria
Megachile pugillatoria là một loài Hymenoptera trong họ Megachilidae. Loài này được Costa mô tả khoa học năm 1863.